# Чемпионат мира по хоккею с шайбой среди юниорских команд 2024
Чемпионат мира по хоккею с шайбой среди юниорских команд 2024 года — юбилейный 25-й турнир юниорского чемпионата мира под эгидой ИИХФ состоялся с 25 апреля по 5 мая 2024 года в городах Эспоо и Вантаа (Финляндия).

## Арены
| Финляндия                           | Финляндия                    |
| Эспоо                               | Вантаа                       |
| ----------------------------------- | ---------------------------- |
| Эспоо Метро Арена Вместимость: 7017 | Трио Арена Вместимость: 2024 |
|                                     |                              |

## Участвующие команды
В чемпионате примут участие 10 национальных команд — восемь из Европы и две из Северной Америки.
Европа
- Чехия*
- Латвия*
- Финляндия×*
- Швеция*
- Казахстан^
- Швейцария*
- Словакия*
- Норвегия*

Северная Америка
- Канада*
- США*

* = 8 команд автоматически квалифицировались в высший дивизион по итогам чемпионата мира 2023 года
x = Организатор чемпионата
^ = Команда пришла из I дивизиона чемпионата мира 2023

## Предварительный этап
|  | Команды, выходящие в четвертьфинал      |
|  | Команды, выходящие в утешительный раунд |

### Группа A

#### Турнирная таблица
| М | Сборная   | И | В | ВО | ПО | П | ШЗ | ШП | РШ  | О  |
| - | --------- | - | - | -- | -- | - | -- | -- | --- | -- |
| 1 | США       | 4 | 4 | 0  | 0  | 0 | 33 | 7  | +26 | 12 |
| 2 | Финляндия | 4 | 3 | 0  | 0  | 1 | 18 | 10 | +8  | 9  |
| 3 | Словакия  | 4 | 1 | 0  | 0  | 3 | 14 | 19 | −5  | 3  |
| 4 | Латвия    | 4 | 1 | 0  | 0  | 3 | 10 | 18 | −8  | 3  |
| 5 | Норвегия  | 4 | 1 | 0  | 0  | 3 | 8  | 29 | −21 | 3  |

#### Результаты
| 25 апреля 2024 14:00 | США | 9:0 (3:0, 3:0, 3:0) | Словакия | Эспоо Метро Арена, Эспоо Зрителей: 789 |

| Отчёт | Отчёт                               | Отчёт   | Отчёт       | Отчёт                                                                              |
| --- | ----------------------------------- | ------- | ----------- | ---------------------------------------------------------------------------------- |
| |                                     |         |             |                                                                                    |
| | Николас Кемпф                       | Вратари | Алан Лендяк | Судьи: Тейлор Бурзмински Тимо Рууска Линейные судьи: Максим Бедар Ренарс Давидонис |
| | Голы:                               |         |             | Судьи: Тейлор Бурзмински Тимо Рууска Линейные судьи: Максим Бедар Ренарс Давидонис |
| Коул Хатсон — 02:34 Коул Айзерман (Б. Зимер, Д. Хэгенс) (PP) — 10:34 Джеймс Хэгенс — 19:19 Тедди Стига (Д. Хэгенс, Б. Зимер) — 20:59 Джон Уиппл (Д. Реом-Маллен, К. Беднарик) — 34:42 Джеймс Хэгенс (Т. Стига, Б. Зимер) — 37:07 Кристиан Хамфрис (Т. Коннелли, К. Хатсон) — 47:18 Коул Айзерман (К. Беднарик, М. Плант) — 49:58 Коул Айзерман (К. Беднарик, М. Плант) — 58:23 | 1:0 2:0 3:0 4:0 5:0 6:0 7:0 8:0 9:0 |         |             | Судьи: Тейлор Бурзмински Тимо Рууска Линейные судьи: Максим Бедар Ренарс Давидонис |
| |                                     |         |             | Судьи: Тейлор Бурзмински Тимо Рууска Линейные судьи: Максим Бедар Ренарс Давидонис |
| |                                     |         |             | Судьи: Тейлор Бурзмински Тимо Рууска Линейные судьи: Максим Бедар Ренарс Давидонис |
| |                                     |         |             | Судьи: Тейлор Бурзмински Тимо Рууска Линейные судьи: Максим Бедар Ренарс Давидонис |
| 2 мин | Штраф                               | 6 мин   |             | Судьи: Тейлор Бурзмински Тимо Рууска Линейные судьи: Максим Бедар Ренарс Давидонис |
| |                                     |         |             |                                                                                    |
| | 35                                  | Броски  | 24          |                                                                                    |

| 25 апреля 2024 18:00 | Латвия | 1:3 (0:1, 0:1, 1:1) | Финляндия | Эспоо Метро Арена, Эспоо Зрителей: 4,029 |

| Отчёт                                                     | Отчёт           | Отчёт | Отчёт            | Отчёт                                                                                      |
| --------------------------------------------------------- | --------------- | --- | ---------------- | ------------------------------------------------------------------------------------------ |
|                                                           |                 | |                  |                                                                                            |
|                                                           | Нильс Мауриньс  | Вратари | Петтери Римпинен | Судьи: Джесси Гур Александер Эстерберг Линейные судьи: Альберт Анкерстьерне Ньяал Сёстумун |
|                                                           | Голы:           | |                  | Судьи: Джесси Гур Александер Эстерберг Линейные судьи: Альберт Анкерстьерне Ньяал Сёстумун |
| Бруно Османис (Д. Серкинс, О. Мурниекс) (PP) (EA) — 58:31 | 0:1 0:2 0:3 1:3 | 11:18 — Эмиль Хемминг (А. Кивихарью, К. Хелениус) (PP) 36:06 — Хейкки Руохонен (Т. Суониеми, Н. Нюкюри) 52:11 — Туомас Суониеми |                  | Судьи: Джесси Гур Александер Эстерберг Линейные судьи: Альберт Анкерстьерне Ньяал Сёстумун |
|                                                           |                 | |                  | Судьи: Джесси Гур Александер Эстерберг Линейные судьи: Альберт Анкерстьерне Ньяал Сёстумун |
|                                                           |                 | |                  | Судьи: Джесси Гур Александер Эстерберг Линейные судьи: Альберт Анкерстьерне Ньяал Сёстумун |
|                                                           |                 | |                  | Судьи: Джесси Гур Александер Эстерберг Линейные судьи: Альберт Анкерстьерне Ньяал Сёстумун |
| 10 мин                                                    | Штраф           | 31 мин |                  | Судьи: Джесси Гур Александер Эстерберг Линейные судьи: Альберт Анкерстьерне Ньяал Сёстумун |
|                                                           |                 | |                  |                                                                                            |
|                                                           | 15              | Броски | 34               |                                                                                            |

| 26 апреля 2024 14:00 | Словакия | 3:5 (1:3, 2:1, 0:1) | Латвия | Эспоо Метро Арена, Эспоо Зрителей: 583 |

| Отчёт | Отчёт                          | Отчёт | Отчёт           | Отчёт                                                                   |
| --- | ------------------------------ | --- | --------------- | ----------------------------------------------------------------------- |
| |                                | |                 |                                                                         |
| | Мартин Гароник                 | Вратари | Микус Вецванагс | Судьи: Адам Кика Джон Линднер Линейные судьи: Максим Бедар Лука Мякинен |
| | Голы:                          | |                 | Судьи: Адам Кика Джон Линднер Линейные судьи: Максим Бедар Лука Мякинен |
| Тобиас Томик (Л. Радивоевич, А. Страка) — 09:24 Михал Сврчек (Л. Радивоевич, Т. Томик) (PP2) — 28:28 Андреас Страка (С. Хужевка) — 58:31 | 0:1 :1 1:2 1:3 2:3 3:3 3:4 3:5 | 08:43 — Маркус Серадзкис (М. Клауканс, К. Сартс) 13:58 — Максимс Харитонцевс (М. Серадзкис, К. Ретенайс) 16:33 — Оливерс Мурниекс (М. Серадзкис, Д. Серкинс) (PP) 36:33 — Антонс Мациевскис (К. Ретенайс, М. Харитонцевс) (PP) 53:46 — Дмитрийс Дилевка (Э. Берзиньш, Р. Наглис) |                 | Судьи: Адам Кика Джон Линднер Линейные судьи: Максим Бедар Лука Мякинен |
| |                                | |                 | Судьи: Адам Кика Джон Линднер Линейные судьи: Максим Бедар Лука Мякинен |
| |                                | |                 | Судьи: Адам Кика Джон Линднер Линейные судьи: Максим Бедар Лука Мякинен |
| |                                | |                 | Судьи: Адам Кика Джон Линднер Линейные судьи: Максим Бедар Лука Мякинен |
| 33 мин | Штраф                          | 10 мин |                 | Судьи: Адам Кика Джон Линднер Линейные судьи: Максим Бедар Лука Мякинен |
| |                                | |                 |                                                                         |
| | 34                             | Броски | 28              |                                                                         |

| 26 апреля 2024 18:00 | Финляндия | 7:0 (3:0, 4:0, 0:0) | Норвегия | Эспоо Метро Арена, Эспоо Зрителей: 4,618 |

| Отчёт | Отчёт                       | Отчёт   | Отчёт           | Отчёт                                                                                    |
| --- | --------------------------- | ------- | --------------- | ---------------------------------------------------------------------------------------- |
| |                             |         |                 |                                                                                          |
| | Ким Сааринен                | Вратари | Маркус Вальберг | Судьи: Тейлор Бурзмински Эмильс Друзейкс Линейные судьи: Петер Едличка Кристофер Уильямс |
| | Голы:                       |         |                 | Судьи: Тейлор Бурзмински Эмильс Друзейкс Линейные судьи: Петер Едличка Кристофер Уильямс |
| Роопе Вестеринен (Н. Нюкюри, М. Йокинен) — 07:48 Эмиль Хемминг (А. Кивихарью, К. Хелениус) (PP) — 09:24 Йоона Саарелайнен (К. Хелениус, Э. Хемминг) (PP) — 14:51 Роопе Вестеринен (Д. Ниеминен, А. Койву) — 26:17 Лаури Синивуори (Х. Руохонен, В. Вяйсянен) — 31:52 Никлас Нюкюри — 32:35 Эмиль Хемминг (А. Кивихарью, К. Хелениус) (PP) — 39:46 | 1:0 2:0 3:0 4:0 5:0 6:0 7:0 |         |                 | Судьи: Тейлор Бурзмински Эмильс Друзейкс Линейные судьи: Петер Едличка Кристофер Уильямс |
| |                             |         |                 | Судьи: Тейлор Бурзмински Эмильс Друзейкс Линейные судьи: Петер Едличка Кристофер Уильямс |
| |                             |         |                 | Судьи: Тейлор Бурзмински Эмильс Друзейкс Линейные судьи: Петер Едличка Кристофер Уильямс |
| |                             |         |                 | Судьи: Тейлор Бурзмински Эмильс Друзейкс Линейные судьи: Петер Едличка Кристофер Уильямс |
| 6 мин | Штраф                       | 8 мин   |                 | Судьи: Тейлор Бурзмински Эмильс Друзейкс Линейные судьи: Петер Едличка Кристофер Уильямс |
| |                             |         |                 |                                                                                          |
| | 54                          | Броски  | 12              |                                                                                          |

| 27 апреля 2024 17:30 | Норвегия | 2 : 8 (0:4, 0:2, 2:2) | США | Эспоо Метро Арена, Эспоо Зрителей: 1,006 |

| Отчёт | Отчёт                                   | Отчёт | Отчёт        | Отчёт                                                                                          |
| --- | --------------------------------------- | --- | ------------ | ---------------------------------------------------------------------------------------------- |
| |                                         | |              |                                                                                                |
| | Амунд Мартинсен                         | Вратари | Джек Парсонс | Судьи: Александер Эстерберг Янне Вуоренхеймо Линейные судьи: Ренарс Давидонис Михаэль Штальдер |
| | Голы:                                   | |              | Судьи: Александер Эстерберг Янне Вуоренхеймо Линейные судьи: Ренарс Давидонис Михаэль Штальдер |
| Миккель Эриксен (Э. Ватне, Т.Л. Коблар) — 40:39 Матиас Дели (Э. Ватне, В. Энгебротен Копперстад) (PP1) — 56:52 | 0:1 0:2 0:3 0:4 0:5 0:6 1:6 1:7 1:8 2:8 | 06:34 — Коул Айзерман (М. Плант, Д. Хэгенс) (PP1) 07:03 — Камил Беднарик (Т. Стига) 13:28 — Коул Айзерман (Д. Хэгенс, М. Плант) (PP1) 16:28 — Тревор Коннелли (Э.Д. Муни, К. Хатсон) 22:09 — Эл Джей Муни (Л. Хенслер) 34:12 — Кристиан Хамфрис (PS) 46:54 — Логан Хенслер (Д. Реом-Маллен, Т. Коннелли) 51:33 — Джеймс Хэгенс (Б. Зимер, Т. Стига) |              | Судьи: Александер Эстерберг Янне Вуоренхеймо Линейные судьи: Ренарс Давидонис Михаэль Штальдер |
| |                                         | |              | Судьи: Александер Эстерберг Янне Вуоренхеймо Линейные судьи: Ренарс Давидонис Михаэль Штальдер |
| |                                         | |              | Судьи: Александер Эстерберг Янне Вуоренхеймо Линейные судьи: Ренарс Давидонис Михаэль Штальдер |
| |                                         | |              | Судьи: Александер Эстерберг Янне Вуоренхеймо Линейные судьи: Ренарс Давидонис Михаэль Штальдер |
| 33 мин | Штраф                                   | 10 мин |              | Судьи: Александер Эстерберг Янне Вуоренхеймо Линейные судьи: Ренарс Давидонис Михаэль Штальдер |
| |                                         | |              |                                                                                                |
| | 18                                      | Броски | 38           |                                                                                                |

| 28 апреля 2024 14:00 | Словакия | 0:4 (0:4, 0:0, 0:0) | Финляндия | Эспоо Метро Арена, Эспоо Зрителей: 5,500 |

| Отчёт  | Отчёт           | Отчёт | Отчёт            | Отчёт                                                                                |
| ------ | --------------- | --- | ---------------- | ------------------------------------------------------------------------------------ |
|        |                 | |                  |                                                                                      |
|        | Мартин Гароник  | Вратари | Петтери Римпинен | Судьи: Джон Линднер Лоик Рупрехт Линейные судьи: Альберт Анкерстьерне Уильям Кингдон |
|        | Голы:           | |                  | Судьи: Джон Линднер Лоик Рупрехт Линейные судьи: Альберт Анкерстьерне Уильям Кингдон |
|        | 0:1 0:2 0:3 0:4 | 06:27 — Эмиль Хемминг (К. Хелениус, Й. Саарелайнен) (PP1) 07:10 — Хейкки Руохонен (Т. Суониеми, М. Йокинен) 17:17 — Каспер Пиккарайнен (Т. Суониеми, В. Вяйсянен) (PP1) 19:32 — Йоона Саарелайнен (К. Хелениус) |                  | Судьи: Джон Линднер Лоик Рупрехт Линейные судьи: Альберт Анкерстьерне Уильям Кингдон |
|        |                 | |                  | Судьи: Джон Линднер Лоик Рупрехт Линейные судьи: Альберт Анкерстьерне Уильям Кингдон |
|        |                 | |                  | Судьи: Джон Линднер Лоик Рупрехт Линейные судьи: Альберт Анкерстьерне Уильям Кингдон |
|        |                 | |                  | Судьи: Джон Линднер Лоик Рупрехт Линейные судьи: Альберт Анкерстьерне Уильям Кингдон |
| 14 мин | Штраф           | 31 мин |                  | Судьи: Джон Линднер Лоик Рупрехт Линейные судьи: Альберт Анкерстьерне Уильям Кингдон |
|        |                 | |                  |                                                                                      |
|        | 8               | Броски | 41               |                                                                                      |

| 28 апреля 2024 18:00 | США | 7:1 (3:0, 2:1, 2:0) | Латвия | Эспоо Метро Арена, Эспоо Зрителей: 825 |

| Отчёт | Отчёт                           | Отчёт                                                 | Отчёт                          | Отчёт                                                                   |
| --- | ------------------------------- | ----------------------------------------------------- | ------------------------------ | ----------------------------------------------------------------------- |
| |                                 |                                                       |                                |                                                                         |
| | Николас Кемпф Калеб Хейл        | Вратари                                               | Микус Вецванагс Диланс Бирканс | Судьи: Адам Кика Юрай Конц Линейные судьи: Петер Едличка Вольфганг Пуфф |
| | Голы:                           |                                                       |                                | Судьи: Адам Кика Юрай Конц Линейные судьи: Петер Едличка Вольфганг Пуфф |
| Коул Хатсон (Т. Стига, Д. Хэгенс) — 00:26 Тревор Коннелли (Э.Д. Эмери) — 05:34 Тедди Стига (Т. Коннелли, К. Хатсон) (PP1) — 16:59 Эл Джей Муни (Т. Коннелли, Э.Д. Эмери) — 27:55 Коул Айзерман (Т. Стига, Л. Хенслер) (PP1) — 35:35 Джеймс Хэгенс (М. Плант, К. Айзерман) — 48:38 Тревор Коннелли (Д. Хэгенс, Б. Зимер) — 52:14 | 1:0 2:0 3:0 4:0 5:0 5:1 6:1 7:1 | 38:53 — Даниэльс Серкинс (М. Харитонцевс, Х. Цюнскис) |                                | Судьи: Адам Кика Юрай Конц Линейные судьи: Петер Едличка Вольфганг Пуфф |
| |                                 |                                                       |                                | Судьи: Адам Кика Юрай Конц Линейные судьи: Петер Едличка Вольфганг Пуфф |
| |                                 |                                                       |                                | Судьи: Адам Кика Юрай Конц Линейные судьи: Петер Едличка Вольфганг Пуфф |
| |                                 |                                                       |                                | Судьи: Адам Кика Юрай Конц Линейные судьи: Петер Едличка Вольфганг Пуфф |
| 4 мин | Штраф                           | 8 мин                                                 |                                | Судьи: Адам Кика Юрай Конц Линейные судьи: Петер Едличка Вольфганг Пуфф |
| |                                 |                                                       |                                |                                                                         |
| | 37                              | Броски                                                | 25                             |                                                                         |

| 29 апреля 2024 17:30 | Латвия | 3:5 (0:3, 1:2, 2:0) | Норвегия | Эспоо Метро Арена, Эспоо Зрителей: 509 |

| Отчёт | Отчёт                           | Отчёт | Отчёт           | Отчёт                                                                     |
| --- | ------------------------------- | --- | --------------- | ------------------------------------------------------------------------- |
| |                                 | |                 |                                                                           |
| | Нильс Мауриньс Микус Вецванагс  | Вратари | Маркус Вальберг | Судьи: Адам Кика Тимо Рууска Линейные судьи: Петер Едличка Вольфганг Пуфф |
| | Голы:                           | |                 | Судьи: Адам Кика Тимо Рууска Линейные судьи: Петер Едличка Вольфганг Пуфф |
| Даниэльс Серкинс (О. Мурниекс, Б. Османис) (PP1) — 22:14 Мартиньш Клауцанс (Д. Дилевка, Д. Ульянскис) — 40:59 Дарелс Ульянскис (PP1) — 49:04 | 0:1 0:2 0:3 1:3 1:4 1:5 2:5 3:5 | 07:44 — Лукас Финкенхаген (Р. Ольсен Брекке, Э. Ватне) (PP1) 08:53 — Матиас Дели (Н. Аарам-Ольсен, Й. Мюре) 17:17 — Никлас Аарам Ольсен 34:33 — Матиас Дели (Э. Слетмо-Кьярнет, Й. Мюре) 39:21 — Людвиг Лафтон (Э. Ватне, Р. Ольсен Брекке) (PP1) |                 | Судьи: Адам Кика Тимо Рууска Линейные судьи: Петер Едличка Вольфганг Пуфф |
| |                                 | |                 | Судьи: Адам Кика Тимо Рууска Линейные судьи: Петер Едличка Вольфганг Пуфф |
| |                                 | |                 | Судьи: Адам Кика Тимо Рууска Линейные судьи: Петер Едличка Вольфганг Пуфф |
| |                                 | |                 | Судьи: Адам Кика Тимо Рууска Линейные судьи: Петер Едличка Вольфганг Пуфф |
| 4 мин | Штраф                           | 33 мин |                 | Судьи: Адам Кика Тимо Рууска Линейные судьи: Петер Едличка Вольфганг Пуфф |
| |                                 | |                 |                                                                           |
| | 35                              | Броски | 29              |                                                                           |

| 30 апреля 2024 14:00 | Норвегия | 1 : 11 (1:5, 0:3, 0:3) | Словакия | Эспоо Метро Арена, Эспоо Зрителей: 508 |

| Отчёт                                   | Отчёт                                             | Отчёт | Отчёт       | Отчёт                                                                                   |
| --------------------------------------- | ------------------------------------------------- | --- | ----------- | --------------------------------------------------------------------------------------- |
|                                         |                                                   | |             |                                                                                         |
|                                         | Маркус Вальберг Амунд Мартинсен                   | Вратари | Алан Лендяк | Судьи: Эмильс Друзейкс Юхан Ведин Линейные судьи: Альберт Анкерстьерне Михаэль Штальдер |
|                                         | Голы:                                             | |             | Судьи: Эмильс Друзейкс Юхан Ведин Линейные судьи: Альберт Анкерстьерне Михаэль Штальдер |
| Миккель Эриксен (Й. Мюре) (PP1) — 06:52 | 0:1 0:2 0:3 1:3 1:4 1:5 1:6 1:7 1:8 1:9 1:10 1:11 | 01:01 — Адам Немец (А. Белушко, Т. Чренко) 01:59 — Михал Лищинский (Л. Радивоевич) 03:44 — Томаш Побежал 11:45 — Фабиан Личко (Н. Вртиэль) 13:10 — Ян Хован (М. Шатан мл.) 27:11 — Томаш Побежал (А. Страка, Л. Радивоевич) 33:13 — Томаш Чренко (А. Фабуш) 34:56 — Томаш Побежал (Т. Томик, С. Купец) 48:32 — Николас Вртиэль (Ф. Личко, С. Купец) 53:47 — Томаш Побежал (Л. Радивоевич, Т. Томик) (PP1) 56:39 — Ян Хован (Т. Чренко, М. Шатан мл.) (PP1) |             | Судьи: Эмильс Друзейкс Юхан Ведин Линейные судьи: Альберт Анкерстьерне Михаэль Штальдер |
|                                         |                                                   | |             | Судьи: Эмильс Друзейкс Юхан Ведин Линейные судьи: Альберт Анкерстьерне Михаэль Штальдер |
|                                         |                                                   | |             | Судьи: Эмильс Друзейкс Юхан Ведин Линейные судьи: Альберт Анкерстьерне Михаэль Штальдер |
|                                         |                                                   | |             | Судьи: Эмильс Друзейкс Юхан Ведин Линейные судьи: Альберт Анкерстьерне Михаэль Штальдер |
| 8 мин                                   | Штраф                                             | 2 мин |             | Судьи: Эмильс Друзейкс Юхан Ведин Линейные судьи: Альберт Анкерстьерне Михаэль Штальдер |
|                                         |                                                   | |             |                                                                                         |
|                                         | 13                                                | Броски | 59          |                                                                                         |

| 30 апреля 2024 18:00 | Финляндия | 4:9 (0:1, 3:5, 1:3) | США | Эспоо Метро Арена, Эспоо Зрителей: 5,600 |

| Отчёт | Отчёт                                               | Отчёт | Отчёт                      | Отчёт                                                                                |
| --- | --------------------------------------------------- | --- | -------------------------- | ------------------------------------------------------------------------------------ |
| |                                                     | |                            |                                                                                      |
| | Петтери Римпинен Ким Сааринен                       | Вратари | Николас Кемпф Джек Парсонс | Судьи: Джесси Гур Александер Эстерберг Линейные судьи: Максим Бедар Расмус Стрёмберг |
| | Голы:                                               | |                            | Судьи: Джесси Гур Александер Эстерберг Линейные судьи: Максим Бедар Расмус Стрёмберг |
| Туомас Суониеми (М. Йокинен, Х. Руохонен) — 24:35 Митя Йокинен (К. Хелениус) — 29:00 Йоона Саарелайнен (Э. Хемминг, М. Йокинен) — 39:54 Туомас Суониеми — 50:45 | 0:1 0:2 0:3 1:3 1:4 2:4 2:5 2:6 3:6 3:7 3:8 4:8 4:9 | 15:53 — Тедди Стига (Д. Хэгенс, Б. Зимер) 20:08 — Тедди Стига (Д. Хэгенс, К. Хатсон) 21:49 — Тедди Стига (Д. Хэгенс) 27:53 — Камил Беднарик (Э.Д. Муни) (PP1) 38:05 — Джеймс Хэгенс 39:26 — Джеймс Хэгенс (Б. Зимер, К. Айзерман) (PP1) 40:08 — Джеймс Хэгенс (К. Хатсон, Э.Д. Эмери) 42:03 — Тревор Коннелли (Л. Хенслер, Н. Кемпф) (PP1) 54:28 — Броди Зимер (М. Плант, К. Хатсон) (PP1) |                            | Судьи: Джесси Гур Александер Эстерберг Линейные судьи: Максим Бедар Расмус Стрёмберг |
| |                                                     | |                            | Судьи: Джесси Гур Александер Эстерберг Линейные судьи: Максим Бедар Расмус Стрёмберг |
| |                                                     | |                            | Судьи: Джесси Гур Александер Эстерберг Линейные судьи: Максим Бедар Расмус Стрёмберг |
| |                                                     | |                            | Судьи: Джесси Гур Александер Эстерберг Линейные судьи: Максим Бедар Расмус Стрёмберг |
| 8 мин | Штраф                                               | 6 мин |                            | Судьи: Джесси Гур Александер Эстерберг Линейные судьи: Максим Бедар Расмус Стрёмберг |
| |                                                     | |                            |                                                                                      |
| | 24                                                  | Броски | 51                         |                                                                                      |

### Группа B

#### Турнирная таблица
| М | Сборная   | И | В | ВО | ПО | П | ШЗ | ШП | РШ  | О  |
| - | --------- | - | - | -- | -- | - | -- | -- | --- | -- |
| 1 | Канада    | 4 | 4 | 0  | 0  | 0 | 31 | 7  | +24 | 12 |
| 2 | Чехия     | 4 | 1 | 1  | 1  | 1 | 9  | 12 | −3  | 6  |
| 3 | Швеция    | 4 | 1 | 1  | 1  | 1 | 15 | 12 | +3  | 6  |
| 4 | Швейцария | 4 | 1 | 0  | 1  | 2 | 8  | 16 | −8  | 4  |
| 5 | Казахстан | 4 | 0 | 1  | 0  | 3 | 10 | 26 | −16 | 2  |

#### Результаты
| 25 апреля 2024 15:00 | Чехия | 3:0 (1:0, 0:0, 2:0) | Швейцария | Трио Арена, Вантаа Зрителей: 442 |

| Отчёт | Отчёт       | Отчёт   | Отчёт         | Отчёт                                                                           |
| --- | ----------- | ------- | ------------- | ------------------------------------------------------------------------------- |
| |             |         |               |                                                                                 |
| | Якуб Милота | Вратари | Кристиан Кирш | Судьи: Эмильс Друзейкс Юхан Ведин Линейные судьи: Лука Мякинен Расмус Стрёмберг |
| | Голы:       |         |               | Судьи: Эмильс Друзейкс Юхан Ведин Линейные судьи: Лука Мякинен Расмус Стрёмберг |
| Максимилиан Карран (М. Даничек, С. Дранчак) — 04:44 Томаш Полетин (М. Кубиса, А. Йехо) (PP1) — 43:32 Марек Даничек (М. Карран, С. Дранчак) — 49:03 | 1:0 2:0 3:0 |         |               | Судьи: Эмильс Друзейкс Юхан Ведин Линейные судьи: Лука Мякинен Расмус Стрёмберг |
| |             |         |               | Судьи: Эмильс Друзейкс Юхан Ведин Линейные судьи: Лука Мякинен Расмус Стрёмберг |
| |             |         |               | Судьи: Эмильс Друзейкс Юхан Ведин Линейные судьи: Лука Мякинен Расмус Стрёмберг |
| |             |         |               | Судьи: Эмильс Друзейкс Юхан Ведин Линейные судьи: Лука Мякинен Расмус Стрёмберг |
| 2 мин | Штраф       | 33 мин  |               | Судьи: Эмильс Друзейкс Юхан Ведин Линейные судьи: Лука Мякинен Расмус Стрёмберг |
| |             |         |               |                                                                                 |
| | 25          | Броски  | 17            |                                                                                 |

| 25 апреля 2024 19:00 | Швеция | 3:6 (1:4, 2:1, 0:1) | Канада | Трио Арена, Вантаа Зрителей: 1,319 |

| Отчёт | Отчёт                               | Отчёт | Отчёт         | Отчёт                                                                               |
| --- | ----------------------------------- | --- | ------------- | ----------------------------------------------------------------------------------- |
| |                                     | |               |                                                                                     |
| | Лав Херенстам                       | Вратари | Картер Джордж | Судьи: Джон Линднер Лоик Рупрехт Линейные судьи: Михаэль Штальдер Кристофер Уильямс |
| | Голы:                               | |               | Судьи: Джон Линднер Лоик Рупрехт Линейные судьи: Михаэль Штальдер Кристофер Уильямс |
| Мелвин Фернстрём (А. Зеттерберг, А. Фрей) — 11:33 Александр Зеттерберг (М. Фернстрём) — 20:48 Александр Зеттерберг (Л. Эрикссон) (PP1) — 34:58 | 0:1 0:2 1:2 1:3 1:4 2:4 3:4 3:5 3:6 | 03:40 — Джетт Лучанко (Г. Мьюс) 09:15 — Малькольм Спенс 15:24 — Гэвин МакКенна (П. Мартон, М. Массэ) (PP1) 17:09 — Гэвин МакКенна (Р. МакКуин, Ч. Элик) 35:42 — Мэттью Шефер (П. Мартон, Л. Гринтри) 58:43 — Карсон Уэтш (Т. Игинла, Д. Лучанко) |               | Судьи: Джон Линднер Лоик Рупрехт Линейные судьи: Михаэль Штальдер Кристофер Уильямс |
| |                                     | |               | Судьи: Джон Линднер Лоик Рупрехт Линейные судьи: Михаэль Штальдер Кристофер Уильямс |
| |                                     | |               | Судьи: Джон Линднер Лоик Рупрехт Линейные судьи: Михаэль Штальдер Кристофер Уильямс |
| |                                     | |               | Судьи: Джон Линднер Лоик Рупрехт Линейные судьи: Михаэль Штальдер Кристофер Уильямс |
| 10 мин | Штраф                               | 51 мин |               | Судьи: Джон Линднер Лоик Рупрехт Линейные судьи: Михаэль Штальдер Кристофер Уильямс |
| |                                     | |               |                                                                                     |
| | 29                                  | Броски | 26            |                                                                                     |

| 26 апреля 2024 15:00 | Швейцария | 5:2 (0:2, 2:0, 3:0) | Казахстан | Трио Арена, Вантаа Зрителей: 363 |

| Отчёт | Отчёт                       | Отчёт                                                                 | Отчёт              | Отчёт                                                                           |
| --- | --------------------------- | --------------------------------------------------------------------- | ------------------ | ------------------------------------------------------------------------------- |
| |                             |                                                                       |                    |                                                                                 |
| | Филеас Лаша                 | Вратари                                                               | Танирхан Алпысбаев | Судьи: Юрай Конц Юхан Ведин Линейные судьи: Альберт Анкерстьерне Вольфганг Пуфф |
| | Голы:                       |                                                                       |                    | Судьи: Юрай Конц Юхан Ведин Линейные судьи: Альберт Анкерстьерне Вольфганг Пуфф |
| Джан Майер (Н. Каттин, Д. Боссон) — 27:23 Кими Кёрблер — 32:23 Ноэ Тарчини (Д. Майер, Н. Каттин) — 43:28 Джордан Форджет (Д. Майер, Д. Устинков) (PP1) — 49:46 Леон Маггли — 58:45 | 0:1 0:2 1:2 2:2 3:2 4:2 5:2 | 06:11 — Аристарх Киреев 09:36 — Абзал Алибек (А. Глухих, Д. Бритиков) |                    | Судьи: Юрай Конц Юхан Ведин Линейные судьи: Альберт Анкерстьерне Вольфганг Пуфф |
| |                             |                                                                       |                    | Судьи: Юрай Конц Юхан Ведин Линейные судьи: Альберт Анкерстьерне Вольфганг Пуфф |
| |                             |                                                                       |                    | Судьи: Юрай Конц Юхан Ведин Линейные судьи: Альберт Анкерстьерне Вольфганг Пуфф |
| |                             |                                                                       |                    | Судьи: Юрай Конц Юхан Ведин Линейные судьи: Альберт Анкерстьерне Вольфганг Пуфф |
| 6 мин | Штраф                       | 10 мин                                                                |                    | Судьи: Юрай Конц Юхан Ведин Линейные судьи: Альберт Анкерстьерне Вольфганг Пуфф |
| |                             |                                                                       |                    |                                                                                 |
| | 43                          | Броски                                                                | 17                 |                                                                                 |

| 26 апреля 2024 19:00 | Канада | 6:0 (4:0, 0:0, 2:0) | Чехия | Трио Арена, Вантаа Зрителей: 954 |

| Отчёт | Отчёт                   | Отчёт   | Отчёт       | Отчёт                                                                               |
| --- | ----------------------- | ------- | ----------- | ----------------------------------------------------------------------------------- |
| |                         |         |             |                                                                                     |
| | Картер Джордж           | Вратари | Якуб Милота | Судьи: Тимо Рууска Янне Вуоренхеймо Линейные судьи: Уильям Кингдон Расмус Стрёмберг |
| | Голы:                   |         |             | Судьи: Тимо Рууска Янне Вуоренхеймо Линейные судьи: Уильям Кингдон Расмус Стрёмберг |
| Малькольм Спенс — 00:05 Тидж Игинла (Ч. Элик) (SH1) — 01:51 Тидж Игинла (П. Мартон, Г. МакКенна) (PP1) — 07:18 Карсон Уэтш (К. Бодуан, К. Эйтчесон) — 07:42 Малькольм Спенс (Г. МакКенна, П. Мартон) — 47:19 Гэвин МакКенна (П. Мартон, М. Спенс) — 59:19 | 1:0 2:0 3:0 4:0 5:0 6:0 |         |             | Судьи: Тимо Рууска Янне Вуоренхеймо Линейные судьи: Уильям Кингдон Расмус Стрёмберг |
| |                         |         |             | Судьи: Тимо Рууска Янне Вуоренхеймо Линейные судьи: Уильям Кингдон Расмус Стрёмберг |
| |                         |         |             | Судьи: Тимо Рууска Янне Вуоренхеймо Линейные судьи: Уильям Кингдон Расмус Стрёмберг |
| |                         |         |             | Судьи: Тимо Рууска Янне Вуоренхеймо Линейные судьи: Уильям Кингдон Расмус Стрёмберг |
| 45 мин | Штраф                   | 58 мин  |             | Судьи: Тимо Рууска Янне Вуоренхеймо Линейные судьи: Уильям Кингдон Расмус Стрёмберг |
| |                         |         |             |                                                                                     |
| | 33                      | Броски  | 26          |                                                                                     |

| 27 апреля 2024 15:00 | Казахстан | 1:7 (1:2, 0:2, 0:3) | Швеция | Трио Арена, Вантаа Зрителей: 698 |

| Отчёт                                                 | Отчёт                           | Отчёт | Отчёт         | Отчёт                                                                        |
| ----------------------------------------------------- | ------------------------------- | --- | ------------- | ---------------------------------------------------------------------------- |
|                                                       |                                 | |               |                                                                              |
|                                                       | Танирхан Алпысбаев              | Вратари | Лав Херенстам | Судьи: Джесси Гур Лоик Рупрехт Линейные судьи: Уильям Кингдон Ньяал Сёстумун |
|                                                       | Голы:                           | |               | Судьи: Джесси Гур Лоик Рупрехт Линейные судьи: Уильям Кингдон Ньяал Сёстумун |
| Абзал Алибек (М. Шипилин, К. Кажибеков) (PP1) — 05:32 | 1:0 1:1 1:2 1:3 1:4 1:5 1:6 1:7 | 10:49 — Вальтер Линдберг (В. Эклунд, К. Аннборн) 15:21 — Виктор Эклунд (А. Зеттерберг, Л. Эрикссон) (PP1) 20:36 — Якоб Ихс Вожняк (В. Эклунд, Л. Эрикссон) (PP1) 21:20 — Адам Хессельвалль (В. Нордлунд, Д. Берглунд) 44:15 — Джек Берглунд (Л. Херенстам, Л. Салин Валлениус) 49:17 — Лукас Петтерссон (Ф. Орквист, М. Фернстрём) 54:56 — Мелвин Фернстрём (Л. Петтерссон) |               | Судьи: Джесси Гур Лоик Рупрехт Линейные судьи: Уильям Кингдон Ньяал Сёстумун |
|                                                       |                                 | |               | Судьи: Джесси Гур Лоик Рупрехт Линейные судьи: Уильям Кингдон Ньяал Сёстумун |
|                                                       |                                 | |               | Судьи: Джесси Гур Лоик Рупрехт Линейные судьи: Уильям Кингдон Ньяал Сёстумун |
|                                                       |                                 | |               | Судьи: Джесси Гур Лоик Рупрехт Линейные судьи: Уильям Кингдон Ньяал Сёстумун |
| 37 мин                                                | Штраф                           | 10 мин |               | Судьи: Джесси Гур Лоик Рупрехт Линейные судьи: Уильям Кингдон Ньяал Сёстумун |
|                                                       |                                 | |               |                                                                              |
|                                                       | 14                              | Броски | 59            |                                                                              |

| 28 апреля 2024 15:00 | Швеция | 2:3 (ПБ) (0:0, 1:2, 1:0, 0:0, 0:1) | Чехия | Трио Арена, Вантаа Зрителей: 904 |

| Отчёт | Отчёт               | Отчёт                                                                                               | Отчёт       | Отчёт                                                                              |
| --- | ------------------- | --------------------------------------------------------------------------------------------------- | ----------- | ---------------------------------------------------------------------------------- |
| |                     | |             |                                                                                    |
| | Лав Херенстам       | Вратари                                                                                             | Якуб Милота | Судьи: Тейлор Бурзмински Эмильс Друзейкс Линейные судьи: Максим Бедар Лука Мякинен |
| | Голы:               | |             | Судьи: Тейлор Бурзмински Эмильс Друзейкс Линейные судьи: Максим Бедар Лука Мякинен |
| Виктор Эклунд (В. Линдберг, Л. Эрикссон) — 39:32 Линус Эрикссон (А. Зеттерберг, Л. Салин Валлениус) (PP1) — 53:47 | 0:1 0:2 1:2 2:2 2:3 | 25:58 — Петр Сикора (М. Карран) (PP1) 32:38 — Адам Йехо (А. Титлбах) 65:00 — Адам Бенак (поб. бул.) |             | Судьи: Тейлор Бурзмински Эмильс Друзейкс Линейные судьи: Максим Бедар Лука Мякинен |
| | Буллиты:            | |             | Судьи: Тейлор Бурзмински Эмильс Друзейкс Линейные судьи: Максим Бедар Лука Мякинен |
| Александр Зеттерберг Мелвин Фернстрём Линус Эрикссон Виктор Эклунд                                                |                     | Петр Сикора Адам Титлбах Адам Бенак                                                                 |             | Судьи: Тейлор Бурзмински Эмильс Друзейкс Линейные судьи: Максим Бедар Лука Мякинен |
| |                     | |             | Судьи: Тейлор Бурзмински Эмильс Друзейкс Линейные судьи: Максим Бедар Лука Мякинен |
| 20 мин | Штраф               | 8 мин                                                                                               |             | Судьи: Тейлор Бурзмински Эмильс Друзейкс Линейные судьи: Максим Бедар Лука Мякинен |
| |                     | |             |                                                                                    |
| | 28                  | Броски                                                                                              | 31          |                                                                                    |

| 28 апреля 2024 19:00 | Канада | 8:1 (0:0, 7:1, 1:0) | Швейцария | Трио Арена, Вантаа Зрителей: 1,251 |

| Отчёт | Отчёт                              | Отчёт                | Отчёт                     | Отчёт                                                                                     |
| --- | ---------------------------------- | -------------------- | ------------------------- | ----------------------------------------------------------------------------------------- |
| |                                    |                      |                           |                                                                                           |
| | Райерсон Линдерс                   | Вратари              | Кристиан Кирш Филеас Лаша | Судьи: Александер Эстерберг Юхан Ведин Линейные судьи: Расмус Стрёмберг Кристофер Уильямс |
| | Голы:                              |                      |                           | Судьи: Александер Эстерберг Юхан Ведин Линейные судьи: Расмус Стрёмберг Кристофер Уильямс |
| Кашон Эйтчесон (О. Джозефсон, М. Массэ) — 22:57 Гэвин МакКенна (Х. Бруникке, К. Деснойерс) — 25:55 Марек Ванаккер (К. Бодуан) — 26:24 Портер Мартон (Г. МакКенна) (PP1) — 34:02 Райдер Ричи (Д. Лучанко, М. Шефер) (PP1) — 35:29 Тидж Игинла (Д. Лучанко, Р. Ричи) — 36:39 Портер Мартон (Г. МакКенна) — 39:42 Портер Мартон (М. Спенс) — 57:23 | 0:1 :1 2:1 3:1 4:1 5:1 6:1 7:1 8:1 | 22:47 — Кими Кёрблер |                           | Судьи: Александер Эстерберг Юхан Ведин Линейные судьи: Расмус Стрёмберг Кристофер Уильямс |
| |                                    |                      |                           | Судьи: Александер Эстерберг Юхан Ведин Линейные судьи: Расмус Стрёмберг Кристофер Уильямс |
| |                                    |                      |                           | Судьи: Александер Эстерберг Юхан Ведин Линейные судьи: Расмус Стрёмберг Кристофер Уильямс |
| |                                    |                      |                           | Судьи: Александер Эстерберг Юхан Ведин Линейные судьи: Расмус Стрёмберг Кристофер Уильямс |
| 8 мин | Штраф                              | 12 мин               |                           | Судьи: Александер Эстерберг Юхан Ведин Линейные судьи: Расмус Стрёмберг Кристофер Уильямс |
| |                                    |                      |                           |                                                                                           |
| | 34                                 | Броски               | 27                        |                                                                                           |

| 29 апреля 2024 15:00 | Чехия | 3:4 (ОТ) (2:1, 1:1, 0:1, 0:1) | Казахстан | Трио Арена, Вантаа Зрителей: 407 |

| Отчёт | Отчёт                       | Отчёт | Отчёт              | Отчёт                                                                                |
| --- | --------------------------- | --- | ------------------ | ------------------------------------------------------------------------------------ |
| |                             | |                    |                                                                                      |
| | Якуб Милота                 | Вратари | Абылайхан Толеубай | Судьи: Джесси Гур Янне Вуоренхеймо Линейные судьи: Ренарс Давидонис Михаэль Штальдер |
| | Голы:                       | |                    | Судьи: Джесси Гур Янне Вуоренхеймо Линейные судьи: Ренарс Давидонис Михаэль Штальдер |
| Ондржей Кос (П. Сикора, М. Кубеса) — 13:37 Адам Бенак (Т. Полетин) — 15:44 Адам Йехо (А. Титлбах) — 38:42 | 1:0 2:0 2:1 2:2 3:2 3:3 3:4 | 19:26 — Роман Большедворский (М. Сагымбаев, Т. Симонов) 23:15 — Корней Корнеев (А. Саркенов, Р. Большедворский) (PP1) 52:45 — Александр Перкин (Т. Симонов) 64:03 — Мстислав Шипилин (С. Черкассов) |                    | Судьи: Джесси Гур Янне Вуоренхеймо Линейные судьи: Ренарс Давидонис Михаэль Штальдер |
| |                             | |                    | Судьи: Джесси Гур Янне Вуоренхеймо Линейные судьи: Ренарс Давидонис Михаэль Штальдер |
| |                             | |                    | Судьи: Джесси Гур Янне Вуоренхеймо Линейные судьи: Ренарс Давидонис Михаэль Штальдер |
| |                             | |                    | Судьи: Джесси Гур Янне Вуоренхеймо Линейные судьи: Ренарс Давидонис Михаэль Штальдер |
| 8 мин | Штраф                       | 8 мин |                    | Судьи: Джесси Гур Янне Вуоренхеймо Линейные судьи: Ренарс Давидонис Михаэль Штальдер |
| |                             | |                    |                                                                                      |
| | 31                          | Броски | 25                 |                                                                                      |

| 30 апреля 2024 15:00 | Швейцария | 2:3 (ОТ) (1:1, 1:1, 0:0, 0:1) | Швеция | Трио Арена, Вантаа Зрителей: 626 |

| Отчёт                                                                                             | Отчёт               | Отчёт | Отчёт         | Отчёт                                                                               |
| ------------------------------------------------------------------------------------------------- | ------------------- | --- | ------------- | ----------------------------------------------------------------------------------- |
|                                                                                                   |                     | |               |                                                                                     |
|                                                                                                   | Кристиан Кирш       | Вратари | Лав Херенстам | Судьи: Тейлор Бурзмински Тимо Рууска Линейные судьи: Лука Мякинен Кристофер Уильямс |
|                                                                                                   | Голы:               | |               | Судьи: Тейлор Бурзмински Тимо Рууска Линейные судьи: Лука Мякинен Кристофер Уильямс |
| Джордан Форджет (М. Гайссер, Л. Джонсон) — 01:21 Джан Майер (Д. Боссон, Н. Тарчини) (PP1) — 28:57 | 1:0 1:1 2:1 2:2 2:3 | 07:47 — Феликс Орквист (А. Фрей, Л. Петтерссон) 38:52 — Лукас Петтерссон (В. Нордлунд) (PP1) 61:05 — Вальтер Линдберг (Л. Петтерссон, М. Фернстрём) |               | Судьи: Тейлор Бурзмински Тимо Рууска Линейные судьи: Лука Мякинен Кристофер Уильямс |
|                                                                                                   |                     | |               | Судьи: Тейлор Бурзмински Тимо Рууска Линейные судьи: Лука Мякинен Кристофер Уильямс |
|                                                                                                   |                     | |               | Судьи: Тейлор Бурзмински Тимо Рууска Линейные судьи: Лука Мякинен Кристофер Уильямс |
|                                                                                                   |                     | |               | Судьи: Тейлор Бурзмински Тимо Рууска Линейные судьи: Лука Мякинен Кристофер Уильямс |
| 14 мин                                                                                            | Штраф               | 16 мин |               | Судьи: Тейлор Бурзмински Тимо Рууска Линейные судьи: Лука Мякинен Кристофер Уильямс |
|                                                                                                   |                     | |               |                                                                                     |
|                                                                                                   | 25                  | Броски | 24            |                                                                                     |

| 30 апреля 2024 19:00 | Казахстан | 3:11 (1:3, 0:5, 2:3) | Канада | Трио Арена, Вантаа Зрителей: 488 |

| Отчёт | Отчёт                                                     | Отчёт | Отчёт         | Отчёт                                                                          |
| --- | --------------------------------------------------------- | --- | ------------- | ------------------------------------------------------------------------------ |
| |                                                           | |               |                                                                                |
| | Танирхан Алпысбаев Данил Лыткин                           | Вратари | Картер Джордж | Судьи: Джон Линднер Лоик Рупрехт Линейные судьи: Уильям Кингдон Ньяал Сёстумун |
| | Голы:                                                     | |               | Судьи: Джон Линднер Лоик Рупрехт Линейные судьи: Уильям Кингдон Ньяал Сёстумун |
| Ассанали Саркенов (К. Корнеев, Р. Дурглишвили) — 11:34 Ассанали Саркенов (А. Алибек, М. Шипилин) (PP1) — 40:39 Ассанали Саркенов (А. Алибек, А. Глухих) — 55:29 | 0:1 :1 1:2 1:3 1:4 1:5 1:6 1:7 1:8 2:8 2:9 2:10 3:10 3:11 | 05:01 — Лиам Гринтри (О. Джозефсон) 15:42 — Тидж Игинла (Р. Ричи, Д. Лучанко) 17:12 — Максим Массэ (Г. МакКенна, П. Мартон) (PP1) 23:02 — Коул Бодуан (М. Спенс, С. Жилл) 24:40 — Генри Мьюс (Г. МакКенна, П. Мартон) 27:40 — Калеб Деснойерс (К. Эйтчесон, Г. МакКенна) 30:26 — Гэвин МакКенна (П. Мартон) 36:18 — Портер Мартон (Г. МакКенна, Г. Мьюс) 43:45 — Фрэнки Маррелли (Л. Гринтри, К. Деснойерс) 54:48 — Гэвин МакКенна (Ч. Элик, П. Мартон) (PP1) 56:37 — Харрисон Бруникке (М. Спенс, К. Бодуан) |               | Судьи: Джон Линднер Лоик Рупрехт Линейные судьи: Уильям Кингдон Ньяал Сёстумун |
| |                                                           | |               | Судьи: Джон Линднер Лоик Рупрехт Линейные судьи: Уильям Кингдон Ньяал Сёстумун |
| |                                                           | |               | Судьи: Джон Линднер Лоик Рупрехт Линейные судьи: Уильям Кингдон Ньяал Сёстумун |
| |                                                           | |               | Судьи: Джон Линднер Лоик Рупрехт Линейные судьи: Уильям Кингдон Ньяал Сёстумун |
| 6 мин | Штраф                                                     | 8 мин |               | Судьи: Джон Линднер Лоик Рупрехт Линейные судьи: Уильям Кингдон Ньяал Сёстумун |
| |                                                           | |               |                                                                                |
| | 16                                                        | Броски | 66            |                                                                                |

## Утешительный раунд
| 2 мая 2024 11:00 | Норвегия | 6:5 (ПБ) (2:1, 2:2, 1:2, 0:0, 1:0) | Казахстан | Трио Арена, Вантаа Зрителей: 295 |

| Отчёт | Отчёт                                       | Отчёт | Отчёт                                 | Отчёт                                                                     |
| --- | ------------------------------------------- | --- | ------------------------------------- | ------------------------------------------------------------------------- |
| |                                             | |                                       |                                                                           |
| | Маркус Вальберг                             | Вратари | Абылайхан Толеубай Танирхан Алпысбаев | Судьи: Джесси Гур Тимо Рууска Линейные судьи: Уильям Кингдон Лука Мякинен |
| | Голы:                                       | |                                       | Судьи: Джесси Гур Тимо Рууска Линейные судьи: Уильям Кингдон Лука Мякинен |
| Элиас Ватне (С. Мольде, М. Эриксен) — 06:30 Миккель Эриксен (Э. Ватне, Б. Сольхейм) — 13:46 Миккель Эриксен (Э. Ватне, М. Дели) — 21:22 Никлас Аарам-Ольсен (М. Дели, Й. Мюре) — 36:15 Йорген Мюре (М. Дели, Э. Слетмо-Кьярнет) — 46:37 Элиас Ватне (поб. бул.) — 70:00 | 1:0 2:0 2:1 3:1 3:2 3:3 4:3 5:3 5:4 5:5 6:5 | 17:15 — Корней Корнеев (С. Черкассов, А. Киреев) 28:41 — Виталий Божко (К. Корнеев, А. Киреев) (PP1) 35:06 — Ассанали Саркенов (Р. Дурглишвили)) 51:04 — Артур Глухих (Т. Симонов, К. Кажибеков) 54:10 — Мстислав Шипилин (А. Саркенов, А. Алибек) |                                       | Судьи: Джесси Гур Тимо Рууска Линейные судьи: Уильям Кингдон Лука Мякинен |
| | Буллиты:                                    | |                                       | Судьи: Джесси Гур Тимо Рууска Линейные судьи: Уильям Кингдон Лука Мякинен |
| Йорген Мюре Элиас Ватне Миккель Эриксен Никлас Аарам-Ольсен Матиас Дели Лукас Финкенхаген Элиас Ватне Лукас Финкенхаген Никлас Аарам-Ольсен Элиас Ватне |                                             | Абзал Алибек Семён Черкассов Аристарх Киреев Ассанали Саркенов Карим Кажибеков Виталий Божко Корней Корнеев Семён Черкассов Корней Корнеев Алишер Саркенов Карим Кажибеков                                                                         |                                       | Судьи: Джесси Гур Тимо Рууска Линейные судьи: Уильям Кингдон Лука Мякинен |
| |                                             | |                                       | Судьи: Джесси Гур Тимо Рууска Линейные судьи: Уильям Кингдон Лука Мякинен |
| 2 мин | Штраф                                       | 2 мин |                                       | Судьи: Джесси Гур Тимо Рууска Линейные судьи: Уильям Кингдон Лука Мякинен |
| |                                             | |                                       |                                                                           |
| | 32                                          | Броски | 28                                    |                                                                           |

## Финальный раунд

### Раунд плей-офф
Команды-победители будут перераспределены в четвертьфиналы в соответствии с их рейтингом:
1. более высокая позиция в группе
2. большее количество очков
3. лучшая разница шайб
4. большее количество голов
5. посев перед стартом турнира (итоговое место на Чемпионате мира по хоккею с шайбой среди юниорских команд 2023).

| Рейтинг | Команда   | Группа | Позиция | Очки | Разница шайб | Шайб забито | Посев |
| ------- | --------- | ------ | ------- | ---- | ------------ | ----------- | ----- |
| 1       | США       | A      | 1       | 12   | +26          | 33          | 1     |
| 2       | Канада    | B      | 1       | 12   | +24          | 31          | 3     |
| 3       | Финляндия | А      | 2       | 9    | +8           | 18          | 5     |
| 4       | Чехия     | B      | 2       | 6    | −3           | 9           | 7     |
| 5       | Швеция    | B      | 3       | 6    | +3           | 15          | 2     |
| 6       | Словакия  | А      | 3       | 3    | −5           | 14          | 4     |
| 7       | Швейцария | B      | 4       | 4    | −8           | 8           | 6     |
| 8       | Латвия    | A      | 4       | 3    | −8           | 10          | 8     |

### Плей-офф
|  | Четвертьфиналы | Четвертьфиналы |               |   | Полуфиналы (перепосев) | Полуфиналы (перепосев) |                   |  | Финал | Финал |
|  |                |                |               |   |                        |                        |                   |  |       |       |
|  | 2 мая – Эспоо  |                |               |   |                        |                        |                   |  |       |       |
|  |                |                |               |   |                        |                        |                   |  |       |       |
|  | США            | 4              |               |   |                        |                        |                   |  |       |       |
|  | США            | 4              | 4 мая – Эспоо |   |                        |                        |                   |  |       |       |
|  | Швейцария      | 0              |               |   |                        |                        |                   |  |       |       |
|  | Швейцария      | 0              | США           | 7 |                        |                        |                   |  |       |       |
|  | 2 мая – Эспоо  |                | США           | 7 |                        |                        |                   |  |       |       |
|  |                |                | Словакия      | 2 |                        |                        |                   |  |       |       |
|  | Финляндия      | 1              | Словакия      | 2 |                        |                        |                   |  |       |       |
|  | Финляндия      | 1              | 5 мая – Эспоо |   |                        |                        |                   |  |       |       |
|  | Швеция         | 2              |               |   |                        |                        |                   |  |       |       |
|  | Швеция         | 2              | США           | 4 |                        |                        |                   |  |       |       |
|  | 2 мая – Вантаа |                | США           | 4 |                        |                        |                   |  |       |       |
|  |                | Канада         | 6             |   |                        |                        |                   |  |       |       |
|  | Канада         | Канада         | 6             | 4 |                        |                        |                   |  |       |       |
|  | Канада         | 4 мая – Эспоо  |               | 4 |                        |                        |                   |  |       |       |
|  | Латвия         | 0              |               |   |                        |                        |                   |  |       |       |
|  | Латвия         | 0              | Канада        | 5 |                        |                        |                   |  |       |       |
|  | 2 мая – Вантаа |                | Канада        | 5 |                        |                        |                   |  |       |       |
|  |                |                | Швеция        | 4 |                        | Матч за 3-е место      | Матч за 3-е место |  |       |       |
|  | Чехия          | 2              | Швеция        | 4 |                        | Матч за 3-е место      | Матч за 3-е место |  |       |       |
|  | Чехия          | 2              | 5 мая – Эспоо |   |                        |                        |                   |  |       |       |
|  | Словакия       | 3              |               |   |                        |                        |                   |  |       |       |
|  | Словакия       | 3              | Швеция        | 4 |                        |                        |                   |  |       |       |
|  |                |                |               |   |                        |                        |                   |  |       |       |
|  | Словакия       | 0              |               |   |                        |                        |                   |  |       |       |
|  | Словакия       | 0              |               |   |                        |                        |                   |  |       |       |

### Четвертьфинал
| 2 мая 2024 12:00 | США | 4:0 (0:0, 3:0, 1:0) | Швейцария | Эспоо Метро Арена, Эспоо Зрителей: 1,249 |

| Отчёт | Отчёт           | Отчёт   | Отчёт         | Отчёт                                                                          |
| --- | --------------- | ------- | ------------- | ------------------------------------------------------------------------------ |
| |                 |         |               |                                                                                |
| | Николас Кемпф   | Вратари | Кристиан Кирш | Судьи: Эмильс Друзейкс Юхан Ведин Линейные судьи: Петер Едличка Вольфганг Пуфф |
| | Голы:           |         |               | Судьи: Эмильс Друзейкс Юхан Ведин Линейные судьи: Петер Едличка Вольфганг Пуфф |
| Джеймс Хэгенс (Б. Зимер) — 27:11 Кристиан Хамфрис — 35:22 Броди Зимер (Д. Хэгенс) — 38:03 Джеймс Хэгенс — 50:27 | 1:0 2:0 3:0 4:0 |         |               | Судьи: Эмильс Друзейкс Юхан Ведин Линейные судьи: Петер Едличка Вольфганг Пуфф |
| |                 |         |               | Судьи: Эмильс Друзейкс Юхан Ведин Линейные судьи: Петер Едличка Вольфганг Пуфф |
| |                 |         |               | Судьи: Эмильс Друзейкс Юхан Ведин Линейные судьи: Петер Едличка Вольфганг Пуфф |
| |                 |         |               | Судьи: Эмильс Друзейкс Юхан Ведин Линейные судьи: Петер Едличка Вольфганг Пуфф |
| 12 мин | Штраф           | 12 мин  |               | Судьи: Эмильс Друзейкс Юхан Ведин Линейные судьи: Петер Едличка Вольфганг Пуфф |
| |                 |         |               |                                                                                |
| | 35              | Броски  | 17            |                                                                                |

| 2 мая 2024 14:45 | Чехия | 2:3 (1:1, 0:1, 1:1) | Словакия | Трио Арена, Вантаа Зрителей: 380 |

| Отчёт                                                                                    | Отчёт              | Отчёт | Отчёт       | Отчёт                                                                                      |
| ---------------------------------------------------------------------------------------- | ------------------ | --- | ----------- | ------------------------------------------------------------------------------------------ |
|                                                                                          |                    | |             |                                                                                            |
|                                                                                          | Якуб Милота        | Вратари | Алан Лендяк | Судьи: Александер Эстерберг Янне Вуоренхеймо Линейные судьи: Максим Бедар Ренарс Давидонис |
|                                                                                          | Голы:              | |             | Судьи: Александер Эстерберг Янне Вуоренхеймо Линейные судьи: Максим Бедар Ренарс Давидонис |
| Адам Титлбах (А. Зелиньски, А. Бенак) — 07:23 Якуб Фибигр (Т. Гальвас, А. Бенак) — 51:02 | 0:1 :1 1:2 1:3 2:3 | 01:36 — Тобиас Томик (Т. Побежал, Л. Радивоевич) (PP1) 34:29 — Ондржей Маруна (Ян Хован, М. Шатан мл.) 42:38 — Ондржей Маруна |             | Судьи: Александер Эстерберг Янне Вуоренхеймо Линейные судьи: Максим Бедар Ренарс Давидонис |
|                                                                                          |                    | |             | Судьи: Александер Эстерберг Янне Вуоренхеймо Линейные судьи: Максим Бедар Ренарс Давидонис |
|                                                                                          |                    | |             | Судьи: Александер Эстерберг Янне Вуоренхеймо Линейные судьи: Максим Бедар Ренарс Давидонис |
|                                                                                          |                    | |             | Судьи: Александер Эстерберг Янне Вуоренхеймо Линейные судьи: Максим Бедар Ренарс Давидонис |
| 29 мин                                                                                   | Штраф              | 6 мин |             | Судьи: Александер Эстерберг Янне Вуоренхеймо Линейные судьи: Максим Бедар Ренарс Давидонис |
|                                                                                          |                    | |             |                                                                                            |
|                                                                                          | 29                 | Броски | 31          |                                                                                            |

| 2 мая 2024 17:00 | Финляндия | 1:2 (0:1, 1:1, 0:0) | Швеция | Эспоо Метро Арена, Эспоо Зрителей: 5,053 |

| Отчёт                                             | Отчёт            | Отчёт                                                                                             | Отчёт         | Отчёт                                                                                        |
| ------------------------------------------------- | ---------------- | ------------------------------------------------------------------------------------------------- | ------------- | -------------------------------------------------------------------------------------------- |
|                                                   |                  |                                                                                                   |               |                                                                                              |
|                                                   | Петтери Римпинен | Вратари                                                                                           | Лав Херенстам | Судьи: Тейлор Бурзмински Джон Линднер Линейные судьи: Альберт Анкерстьерне Кристофер Уильямс |
|                                                   | Голы:            |                                                                                                   |               | Судьи: Тейлор Бурзмински Джон Линднер Линейные судьи: Альберт Анкерстьерне Кристофер Уильямс |
| Хейкки Руохонен (Т. Суониеми, М. Лопонен) — 29:09 | 0:1 :1 1:2       | 02:40 — Альфонс Фрей (К. Стернер, Х. Оррстен) 36:34 — Джек Берглунд (М. Фернстрём, Л. Петтерссон) |               | Судьи: Тейлор Бурзмински Джон Линднер Линейные судьи: Альберт Анкерстьерне Кристофер Уильямс |
|                                                   |                  |                                                                                                   |               | Судьи: Тейлор Бурзмински Джон Линднер Линейные судьи: Альберт Анкерстьерне Кристофер Уильямс |
|                                                   |                  |                                                                                                   |               | Судьи: Тейлор Бурзмински Джон Линднер Линейные судьи: Альберт Анкерстьерне Кристофер Уильямс |
|                                                   |                  |                                                                                                   |               | Судьи: Тейлор Бурзмински Джон Линднер Линейные судьи: Альберт Анкерстьерне Кристофер Уильямс |
| 8 мин                                             | Штраф            | 12 мин                                                                                            |               | Судьи: Тейлор Бурзмински Джон Линднер Линейные судьи: Альберт Анкерстьерне Кристофер Уильямс |
|                                                   |                  |                                                                                                   |               |                                                                                              |
|                                                   | 22               | Броски                                                                                            | 24            |                                                                                              |

| 2 мая 2024 19:45 | Канада | 4:0 (2:0, 0:0, 2:0) | Латвия | Трио Арена, Вантаа Зрителей: 788 |

| Отчёт | Отчёт           | Отчёт   | Отчёт           | Отчёт                                                                         |
| --- | --------------- | ------- | --------------- | ----------------------------------------------------------------------------- |
| |                 |         |                 |                                                                               |
| | Картер Джордж   | Вратари | Микус Вецванагс | Судьи: Адам Кика Лоик Рупрехт Линейные судьи: Ньяал Сёстумун Михаэль Штальдер |
| | Голы:           |         |                 | Судьи: Адам Кика Лоик Рупрехт Линейные судьи: Ньяал Сёстумун Михаэль Штальдер |
| Максим Массэ (Г. МакКенна, Т. Игинла) (PP1) — 05:08 Райдер Ричи (Т. Игинла, Х. Бруникке) — 12:12 Портер Мартон (К. Деснойерс, Х. Бруникке) — 52:47 Джетт Лучанко (ENG) — 59:00 | 1:0 2:0 3:0 4:0 |         |                 | Судьи: Адам Кика Лоик Рупрехт Линейные судьи: Ньяал Сёстумун Михаэль Штальдер |
| |                 |         |                 | Судьи: Адам Кика Лоик Рупрехт Линейные судьи: Ньяал Сёстумун Михаэль Штальдер |
| |                 |         |                 | Судьи: Адам Кика Лоик Рупрехт Линейные судьи: Ньяал Сёстумун Михаэль Штальдер |
| |                 |         |                 | Судьи: Адам Кика Лоик Рупрехт Линейные судьи: Ньяал Сёстумун Михаэль Штальдер |
| 4 мин | Штраф           | 4 мин   |                 | Судьи: Адам Кика Лоик Рупрехт Линейные судьи: Ньяал Сёстумун Михаэль Штальдер |
| |                 |         |                 |                                                                               |
| | 38              | Броски  | 23              |                                                                               |

### Полуфинал
| 4 мая 2024 14:00 | США | 7:2 (2:1, 3:0, 2:1) | Словакия | Эспоо Метро Арена, Эспоо Зрителей: 2,665 |

| Отчёт | Отчёт                               | Отчёт                                                                     | Отчёт       | Отчёт                                                                                |
| --- | ----------------------------------- | ------------------------------------------------------------------------- | ----------- | ------------------------------------------------------------------------------------ |
| |                                     |                                                                           |             |                                                                                      |
| | Николас Кемпф                       | Вратари                                                                   | Алан Лендяк | Судьи: Джесси Гур Александер Эстерберг Линейные судьи: Максим Бедар Расмус Стрёмберг |
| | Голы:                               |                                                                           |             | Судьи: Джесси Гур Александер Эстерберг Линейные судьи: Максим Бедар Расмус Стрёмберг |
| Тедди Стига (Л. Хенслер, Д. Хэгенс) — 03:08 Коул Айзерман (М. Плант, Д. Хэгенс) (PP1) — 12:05 Макс Плант (С. Лаурила, К. Беднарик) — 22:53 Коул Хатсон (Д. Хэгенс, Б. Зимер) (PP1) — 29:34 Уилл Скахан (Э.Д. Муни, К. Хамфрис) — 34:26 Коул Айзерман (М. Плант, К. Хатсон) (PP1) — 40:33 Макс Плант (Э.Д. Муни, Э.Д. Эмери) — 51:58 | 1:0 2:0 2:1 3:1 4:1 5:1 6:1 7:1 7:2 | 12:45 — Адам Немец (Т. Питка, Т. Чренко) 59:18 — Томаш Чренко (О. Маруна) |             | Судьи: Джесси Гур Александер Эстерберг Линейные судьи: Максим Бедар Расмус Стрёмберг |
| |                                     |                                                                           |             | Судьи: Джесси Гур Александер Эстерберг Линейные судьи: Максим Бедар Расмус Стрёмберг |
| |                                     |                                                                           |             | Судьи: Джесси Гур Александер Эстерберг Линейные судьи: Максим Бедар Расмус Стрёмберг |
| |                                     |                                                                           |             | Судьи: Джесси Гур Александер Эстерберг Линейные судьи: Максим Бедар Расмус Стрёмберг |
| 16 мин | Штраф                               | 12 мин                                                                    |             | Судьи: Джесси Гур Александер Эстерберг Линейные судьи: Максим Бедар Расмус Стрёмберг |
| |                                     |                                                                           |             |                                                                                      |
| | 40                                  | Броски                                                                    | 22          |                                                                                      |

| 4 мая 2024 18:00 | Канада | 5:4 (4:0, 1:2, 0:2) | Швеция | Эспоо Метро Арена, Эспоо Зрителей: 2,808 |

| Отчёт | Отчёт                               | Отчёт | Отчёт         | Отчёт                                                                                       |
| --- | ----------------------------------- | --- | ------------- | ------------------------------------------------------------------------------------------- |
| |                                     | |               |                                                                                             |
| | Картер Джордж                       | Вратари | Лав Херенстам | Судьи: Джон Линднер Янне Вуоренхеймо Линейные судьи: Альберт Анкерстьерне Кристофер Уильямс |
| | Голы:                               | |               | Судьи: Джон Линднер Янне Вуоренхеймо Линейные судьи: Альберт Анкерстьерне Кристофер Уильямс |
| Лиам Гринтри (С. Жилл, О. Джозефсон) — 02:18 Гэвин МакКенна (П. Мартон, М. Шефер)— 07:07 Тидж Игинла (М. Шефер, Р. Ричи) — 08:10 Райдер Ричи (Ф. Маррелли, Т. Игинла) — 18:25 Генри Мьюс (К. Деснойерс, П. Мартон) — 27:07 | 1:0 2:0 3:0 4:0 4:1 5:1 5:2 5:3 5:4 | 23:53 — Вигго Нордлунд (Л. Эрикссон) 28:29 — Вигго Нордлунд (А. Фрей, Л. Эрикссон) 47:58 — Виктор Эклунд (В. Нордлунд, Л. Салин Валлениус) 54:19 — Хьюго Оррстен (В. Густафссон, А. Хессельвалль) |               | Судьи: Джон Линднер Янне Вуоренхеймо Линейные судьи: Альберт Анкерстьерне Кристофер Уильямс |
| |                                     | |               | Судьи: Джон Линднер Янне Вуоренхеймо Линейные судьи: Альберт Анкерстьерне Кристофер Уильямс |
| |                                     | |               | Судьи: Джон Линднер Янне Вуоренхеймо Линейные судьи: Альберт Анкерстьерне Кристофер Уильямс |
| |                                     | |               | Судьи: Джон Линднер Янне Вуоренхеймо Линейные судьи: Альберт Анкерстьерне Кристофер Уильямс |
| 33 мин | Штраф                               | 18 мин |               | Судьи: Джон Линднер Янне Вуоренхеймо Линейные судьи: Альберт Анкерстьерне Кристофер Уильямс |
| |                                     | |               |                                                                                             |
| | 26                                  | Броски | 35            |                                                                                             |

### Матч за 3-е место
| 5 мая 2024 14:00 | Швеция | 4:0 (0:0, 0:0, 4:0) | Словакия | Эспоо Метро Арена, Эспоо Зрителей: 2,501 |

| Отчёт | Отчёт           | Отчёт   | Отчёт       | Отчёт                                                                                 |
| --- | --------------- | ------- | ----------- | ------------------------------------------------------------------------------------- |
| |                 |         |             |                                                                                       |
| | Лав Херенстам   | Вратари | Алан Лендяк | Судьи: Тейлор Бурзмински Джесси Гур Линейные судьи: Альберт Анкерстьерне Лука Мякинен |
| | Голы:           |         |             | Судьи: Тейлор Бурзмински Джесси Гур Линейные судьи: Альберт Анкерстьерне Лука Мякинен |
| Лукас Петтерссон (А. Фрей, М. Фернстрём) — 49:16 Мелвин Фернстрём (Д. Берглунд) — 56:24 Альфонс Фрей (Д. Берглунд, Л. Петтерссон) (PP1) — 58:39 Виктор Эклунд — 59:23 | 1:0 2:0 3:0 4:0 |         |             | Судьи: Тейлор Бурзмински Джесси Гур Линейные судьи: Альберт Анкерстьерне Лука Мякинен |
| |                 |         |             | Судьи: Тейлор Бурзмински Джесси Гур Линейные судьи: Альберт Анкерстьерне Лука Мякинен |
| |                 |         |             | Судьи: Тейлор Бурзмински Джесси Гур Линейные судьи: Альберт Анкерстьерне Лука Мякинен |
| |                 |         |             | Судьи: Тейлор Бурзмински Джесси Гур Линейные судьи: Альберт Анкерстьерне Лука Мякинен |
| 10 мин | Штраф           | 8 мин   |             | Судьи: Тейлор Бурзмински Джесси Гур Линейные судьи: Альберт Анкерстьерне Лука Мякинен |
| |                 |         |             |                                                                                       |
| | 29              | Броски  | 36          |                                                                                       |

### Финал
| 5 мая 2024 18:00 | США | 4:6 (1:0, 2:2, 1:4) | Канада | Эспоо Метро Арена, Эспоо Зрителей: 5,800 |

| Отчёт | Отчёт                                   | Отчёт | Отчёт         | Отчёт                                                                                |
| --- | --------------------------------------- | --- | ------------- | ------------------------------------------------------------------------------------ |
| |                                         | |               |                                                                                      |
| | Николас Кемпф                           | Вратари | Картер Джордж | Судьи: Александер Эстерберг Юхан Ведин Линейные судьи: Максим Бедар Расмус Стрёмберг |
| | Голы:                                   | |               | Судьи: Александер Эстерберг Юхан Ведин Линейные судьи: Максим Бедар Расмус Стрёмберг |
| Кристиан Хамфрис (Л. Хенслер, Т. Коннелли) — 19:08 Коул Айзерман (К. Хатсон) (PP1) — 28:31 Коул Хатсон (Ш. Вансаги, У. Скахан) — 33:04 Броди Зимер (Э.Д. Эмери, К. Хатсон) — 55:36 | 1:0 1:1 2:1 3:1 3:2 3:3 3:4 3:5 4:5 4:6 | 22:47 — Райдер Ричи (М. Шефер, Г. Мьюс) 35:40 — Гэвин МакКенна (Т. Игинла, Г. Мьюс) (PP1) 50:25 — Гэвин МакКенна (Т. Игинла, П. Мартон) (PP1) 53:40 — Коул Бодуан (Д. Лучанко, Р. Ричи) (PP1) 54:19 — Тидж Игинла (Г. МакКенна, Г. Мьюс) (PP1) 58:42 — Гэвин МакКенна (К. Джордж) (ENG) |               | Судьи: Александер Эстерберг Юхан Ведин Линейные судьи: Максим Бедар Расмус Стрёмберг |
| |                                         | |               | Судьи: Александер Эстерберг Юхан Ведин Линейные судьи: Максим Бедар Расмус Стрёмберг |
| |                                         | |               | Судьи: Александер Эстерберг Юхан Ведин Линейные судьи: Максим Бедар Расмус Стрёмберг |
| |                                         | |               | Судьи: Александер Эстерберг Юхан Ведин Линейные судьи: Максим Бедар Расмус Стрёмберг |
| 31 мин | Штраф                                   | 8 мин |               | Судьи: Александер Эстерберг Юхан Ведин Линейные судьи: Максим Бедар Расмус Стрёмберг |
| |                                         | |               |                                                                                      |
| | 35                                      | Броски | 25            |                                                                                      |

## Рейтинг и статистика

### Итоговое положение команд
| 1   | Канада    |
| 2   | США       |
| 3   | Швеция    |
| 4.  | Словакия  |
| 5.  | Финляндия |
| 6.  | Чехия     |
| 7.  | Швейцария |
| 8.  | Латвия    |
| 9.  | Норвегия  |
| 10. | Казахстан |

| Чемпион мира по хоккею с шайбой среди юниорских команд 2024 |
| Канада Пятый титул                                          |

### Лучшие бомбардиры
| Игрок           | И | Г  | П  | О  | Штр | +/− |
| --------------- | - | -- | -- | -- | --- | --- |
| Джеймс Хэгенс   | 7 | 9  | 13 | 22 | 4   | +14 |
| Гэвин МакКенна  | 7 | 10 | 10 | 20 | 0   | +9  |
| Портер Мартон   | 7 | 5  | 12 | 17 | 6   | +12 |
| Коул Хатсон     | 7 | 4  | 9  | 13 | 6   | +14 |
| Тидж Игинла     | 7 | 6  | 6  | 12 | 0   | +4  |
| Броди Зимер     | 7 | 3  | 9  | 12 | 0   | +15 |
| Коул Айзерман   | 7 | 9  | 2  | 11 | 2   | 0   |
| Тедди Стига     | 7 | 6  | 5  | 11 | 6   | +15 |
| Макс Плант      | 7 | 2  | 9  | 11 | 2   | +1  |
| Тревор Коннелли | 7 | 4  | 5  | 9  | 31  | +7  |

Примечание: И = Количество проведённых игр; Г = Голы; П = Голевые передачи; О = Очки; +/− = Плюс-минус; Штр = Штрафное время
- По данным IIHF

### Лучшие вратари
В список включены пять лучших вратарей, сыгравшие не менее 40 % от всего игрового времени своей сборной.
| М | Игрок           | В      | Бр  | ПШ | КН   | %ОБ   | И"0" |
| - | --------------- | ------ | --- | -- | ---- | ----- | ---- |
| 1 | Николас Кемпф   | 318:09 | 123 | 10 | 1.89 | 91.87 | 2    |
| 2 | Картер Джордж   | 360:00 | 164 | 14 | 2.33 | 91.46 | 2    |
| 3 | Лав Херенстам   | 424:47 | 178 | 16 | 2.26 | 91.01 | 1    |
| 4 | Микус Вецванагс | 187:32 | 113 | 12 | 3.84 | 89.38 | 0    |
| 5 | Якуб Милота     | 255:28 | 110 | 13 | 3.05 | 88.18 | 1    |

Примечание: М — Место в рейтинге; В = Количество сыгранных минут; Бр = Броски; ПШ = Пропущено шайб; КН = Коэффициент надёжности; %ОБ = Процент отражённых бросков; И"0" = «Сухие игры»
- По данным IIHF

### Индивидуальные награды
Лучшие игроки:
- Вратарь:  Картер Джордж
- Защитник:  Коул Хатсон
- Нападающий:  Джеймс Хэгенс

Сборная всех звёзд:
- Вратарь:  Картер Джордж
- Защитники:  Лука Радивоевич —  Коул Хатсон
- Нападающие:  Джеймс Хэгенс —  Гэвин МакКенна —  Портер Мартон

Самый ценный игрок (MVP):
- Джеймс Хэгенс